# Spherillo spicatus
Spherillo spicatus är en kräftdjursart som beskrevs av Jackson1927. Spherillo spicatus ingår i släktet Spherillo och familjen Armadillidae. Inga underarter finns listade i Catalogue of Life.